# مجرتا الفئران
مجرتي الفئران في الفلك (بالإنجليزية:NGC 4676 أو Mice Galaxies) هما مجرتان حلزونيتان وتوجدا في كوكبة الهلبة . تبعدان عنا نحو 290 مليون سنة ضوئية .
وتوجد المجرتان حاليا في حالة تصادم وتداخل مع بعضهما البعض. وترجع تسميتهم إلى ذيلهما الطويلين الناشئين عن قوي مد وجدب المجرات بينهما - أختلاف قوى الجاذبية المؤثرة على الأجزاء القريبة والأجزاء البعيدة من المجرتين - وتسمى هنا مد وجزر المجرات galactic tide.
وتشكل المجرتان عضوا في تجمع مجرات الهلبة ويبدو أن المجرتين قد بدأتا الاصطدام بالعفل، وسوف تستمران في تداخلهما حتى تندمجان مع بعضهما ويكونا مجرة أكبر.
وألوان المجرتين غريبة فتبدو المجرة
NGC 4676A (إلى اليمين في الصورة) ذات حوصلة بها بعض الشوائب السوداء وتحيطها بقايا أذرعة بيضاء-زرقاء . وذيلها الغريب الشكل، يبدأ بلون أزرق وينتهي بلون أصفر على الرغم من أذرعة المجرات في العادة تبدأ بلون أصفر وتنتهي باللون الأزرق. أما المجرة الثانية
NGC 4676B (إلى السار في الصورة) فهي قريبة من المجرات المعتادة حيث أن حوصلتها صفراء ولها ذراعين أو بقايا ذراعين لونهما أزرق.
قام تلسكوب هابل الفضائي بتصوير مجرتي الفئران عام 2002 .

## الاكتشاف
اكتشف العالم الفلكي البريطاني الألماني فريدريك ويليام هيرشل المجرة NGC 4676A في 13 مارس 1785 .